# Mauno Luukkonen
Mauno Luukkonen (ur. 14 kwietnia 1934 w Impilahti) – fiński biathlonista. Największy sukces osiągnął w 1969 roku, kiedy wspólnie z Kalevim Vähäkylą, Maurim Röppänenem i Esko Marttinenem zdobył brązowy medal w sztafecie na mistrzostwach świata w Zakopanem. Brał również udział w igrzyskach olimpijskich w Grenoble rok wcześniej, plasując się na 31. pozycji w biegu indywidualnym. Nigdy nie wystąpił w zawodach Pucharu Świata.

## Osiągnięcia

### Igrzyska olimpijskie
| Rok  | Miejscowość | Konkurencje | Konkurencje | Konkurencje | Konkurencje | Konkurencje | Konkurencje | Konkurencje |
| Rok  | Miejscowość | IN          | SP          | PU          | MS          | RL          | MR          | SR          |
| ---- | ----------- | ----------- | ----------- | ----------- | ----------- | ----------- | ----------- | ----------- |
| 1968 | Grenoble    | 31.         | nd.         | nd.         | nd.         | –           | nd.         | –           |

### Mistrzostwa świata
| Rok  | Miejscowość | Konkurencje | Konkurencje | Konkurencje | Konkurencje | Konkurencje | Konkurencje | Konkurencje |
| Rok  | Miejscowość | IN          | SP          | PU          | MS          | RL          | MR          | SR          |
| ---- | ----------- | ----------- | ----------- | ----------- | ----------- | ----------- | ----------- | ----------- |
| 1969 | Zakopane    | –           | nd.         | nd.         | nd.         | 3.          | nd.         | –           |